# Felsősajó
Felsősajó (szlovákul: Vyšná Slaná, németül: Ober-Salz) község Szlovákiában, a Kassai kerület Rozsnyói járásában.

## Fekvése
Rozsnyótól 20 km-re északnyugatra, a Szlovák Érchegységben fekszik.

## Története
A falu a 14. század első felében keletkezett a Kun Miklósnak 1320-ban adományozott területen. 1362-ben „Sayowfey” néven említik először. 1427-ben „Felsesayo”, majd 1472-ben is „Felsesayo” néven szerepel oklevélben, ekkor 38 adózó portája volt. 1564-ben „Obersalz”, 1571-ben „Slana Superior”, 1580-ban „Wissne Slana”, 1582-ben „Hornia Zlana” néven szerepel. A Bebekek csetneki uradalmának tartozéka, majd később az Andrássyak birtoka. A 16. században lakói reformátusok lettek, 1590-ből ismert a falu első evangélikus papja. A 17. századtól lakói főként bányászattal keresték kenyerüket, mások földműveléssel, szénégetéssel, erdei munkákkal foglalkoztak.
A 18. század végén Vályi András így ír róla: „Alsó, és Felső Sajó. Két tót falu Gömör Várm. Alsónak földes Ura Gr. Andrásy Uraság, Felsőnek pedig több Uraságok; fekszik ez Dobsinához, amaz pedig Nagy Vezvereshez közel, mellyeknek filiájik; lakosaik többen evangelikusok, határbéli földgyeik középszerűek; vashámorjok is van.”
1804-ben területén a vasérc feldolgozására nagyolvasztó épült. 1828-ban 61 házában 582 lakos élt.
A 19. század közepén Fényes Elek leírásában: „Sajó (Felső), tót falu, Gömör és Kis-Honth egyesült vgyékben, Dopschinához délre egy órányira, a Radzimhegye alatt, 62 kath., 520 ev. lak. Evang. anyaszentegyház. Határja kősziklás, sovány; éghajlata hideg; juhot sokat tart. A csetneki uradalomhoz tartozik.”
Borovszky Samu monográfiasorozatának Gömör-Kishont vármegyét tárgyaló része szerint: „Felsősajó, sajóvölgyi tót kisközség, 89 házzal és 524, nagyobb részben ág. ev. h. vallású lakossal. A Bebek család ősi birtoka. Már 1362-ben megjelenik. 1423-ban vámhely volt s a Bebekekkel rokon Pelsőcziek bírták 36 jobbágyportáját. Ez időben nevét Felsesayo és Sayowfew-nek írják. 1559-ben I. Ferdinánd Horváth Balázst iktattatja be a Bebekek birtokába. 1648-ban Fejérváry Zsigmond és Nagybányai Gáspár a birtokosai, de 1659-ben már az Andrássyak uradalmához tartozik. 1714-ben a Görgey családnak, később a Sebők családnak is van itt birtoka, jelenleg pedig gróf Andrássy Gézának, Langhoffer Józsefnek és Stankovits Samunak. 1786-ban a községet német és tót néven említik: Obersalz és Wissna-Slana. A községhez tartozó Huszárka nevű dűlő a hagyomány szerint onnan veszi elnevezését, mert az egyik Andrássy, az annak idején e dűlő helyén állott erdőt karhatalommal irtatta ki, mely alkalommal a gróf huszárjai hajtották a népet munkára és őrizték őket az erdőben. Mivel pedig e dűlő talaja meddő és nem terem meg rajta a gabona, ezt a körülményt a lakosok még maig is a nép átkának tulajdonítják. A mult század hatvanas éveiben a község két izben ment át nagy pusztuláson. 1865-ben árvíz, két évvel később pedig tűzvész tett benne nagy kárt. Az ág. h. ev. templom 1500 körül épült. Posta van a községben, távírója és vasúti állomása pedig Dobsina.”
1920-ig Gömör-Kishont vármegye Rozsnyói járásához tartozott.

## Népessége
| Év:            | 1994. | 2004.   | 2014.   | 2024.    |
| -------------- | ----- | ------- | ------- | -------- |
| Emberek száma: | 582   | 529     | 505     | 422      |
| Eltérés:       |       | -9,10 % | -4,53 % | -16,43 % |

| Év:            | 2023. | 2024.   |
| -------------- | ----- | ------- |
| Emberek száma: | 420   | 422     |
| Eltérés:       |       | +0,47 % |

1910-ben 537-en, többségében szlovákok lakták, jelentős magyar kisebbséggel.
2001-ben 521 lakosából 519 szlovák volt.
2011-ben 510 lakosából 496 szlovák.

## Nevezetességei
- Evangélikus temploma 1500 körül épült késő gótikus stílusban. A 17. században előbb reneszánsz, majd a 18. században barokk stílusban építették át. Oltára és barokk szószéke 18. századi.
- A községben a Sebők család 1700 körül épített barokk kúriája áll.

## Neves személyek
- Itt született 1751. november 11-én Szepesi Mihály evangélikus esperes, egyházi író.
- Itt született 1769. február 20-án Steigel Mihály evangélikus lelkész, egyházi író.
- Itt szolgált Martin Lauček (1732-1802) szlovák ágostai evangélikus lelkész és jegyző.
- Itt tanult Genersich Keresztély (1759-1825) mineralógus, történész, teológus, a késmárki Líceum tanára (1786-1795), evangélikus lelkész.
- Itt tanult Genersich János (1761-1823) történész, pedagógus.

## Testvértelepülés
- Sajókeresztúr, Magyarország